# Tipula (Lunatipula) raysmithi
Tipula (Lunatipula) raysmithi is een tweevleugelige uit de familie langpootmuggen (Tipulidae). De soort komt voor in het Nearctisch gebied.